# Myiarchus phaeocephalus
Myiarchus phaeocephalus е вид птица от семейство Tyrannidae.

## Разпространение
Видът е разпространен в Еквадор и Перу.